# サン・ロレンソ (遺跡)
サン・ロレンソ（San Lorenzo）は、メキシコのベラクルス州南部にある先古典期前期の遺跡。メキシコ湾岸におけるオルメカ文明の最初の中心地で、紀元前1150年ごろから繁栄したが、紀元前900年ごろに破壊され、中心地はラ・ベンタに移った。
最盛期の人口は8,000人から18,000人と推定されており、当時のアメリカ大陸で最大級の集落だった。

## 遺跡
サン・ロレンソ遺跡はコアツァコアルコス川などの川や沼が散在する中の、やや高くなった所に位置している。サン・ロレンソ、テノチティトラン、ロマ・デ・サポテ、エステロ・ラボンの4地区に分かれる。コアツァコアルコス川をはさんで南東にはエル・マナティ遺跡がある。
土器編年からオホチ期(1500-1350BC)、バヒオ期(1350-1250BC)、チチャラス期(1250-1150BC)、サン・ロレンソ期(1150-900BC)、ナカステ期(900-700BC)、パランガナ期、レンプラス期に分けられるが、オルメカ的な要素と階層化の進んだ社会が出現するのはチチャラス期からであり、サン・ロレンソ期に最盛期を迎えるが、ナカステ期にはいると衰退に向かったとされる。ナカステ期には盛んに破壊活動が行われ、活動がほとんど止まってしまった。その後はごく限られた活動しか見られない。
プラント・オパールの分析ではほとんどトウモロコシの痕跡が見つからず、根茎類にたよった食生活だった可能性が高いとされる。
サン・ロレンソ遺跡では62基の石彫が出土している。石彫には巨石人頭像、人物座像、動物石像、石碑、祭壇などがある。巨石人頭像は10体出土している。記念物21では石にジャガーの浮き彫りがなされている。ほかにも多数のジャガーに関する石彫が出土している。
ラ・ベンタではピラミッドのように規模の大きな土製建造物が多いが、サン・ロレンソでは低い土製基壇が多い。建造物の基線はほぼ正確に南北になっている。「赤の宮殿」(Palacio Rojo)と呼ばれる建物では大量の赤鉄鉱が顔料として用いられている。この建物は支配者階級の大型の住居と考えられ、玄武岩製の大きな円柱も使用されている。
サン・ロレンソはマシュー・スターリングが初期の調査を行い、1960年代後半にはマイケル・D・コウによって発掘調査が行われた。1990年からはアン・サイファースを中心とした調査が行われている。
サン・ロレンソの遺物の多くは、ベラクルス州都ハラパの人類学博物館 (Museo de Antropología de Xalapa) に置かれている。また、メキシコシティの国立人類学博物館にも展示されている。